# Conférence religieuse canadienne
Pour les articles homonymes, voir CRC.
La Conférence religieuse canadienne (CRC) est une association catholique fondée en 1954 regroupant 236 congrégations membres pour un total d'environ 16 900 religieux et religieuses. Le secrétariat national de la CRC est situé à Montréal au Québec.

## Histoire
La Conférence religieuse canadienne a été fondée en 1954 selon les recommandations du pape Pie XII parlant de conférences religieuses nationales. En fait, elle a été fondée à Montréal au Québec lors d'un congrès national des religieuses et des religieux rassemblant 1 400 personnes.
De 1964 à 2002, la CRC était divisée en quatre régions : CRC-Atlantique, CRC-Ontario, CRC-Québec et CRC-West. En 2002, les bureaux régionaux ont été fermés et le secrétariat national a été installé à Montréal.